# 3119 Dobronravin
3119 Dobronravin (1972 YX) là một tiểu hành tinh vành đai chính được phát hiện ngày 30 tháng 12 năm 1972 bởi Smirnova, T. ở Nauchnyj.